# 윌리엄 클라크 (탐험가)

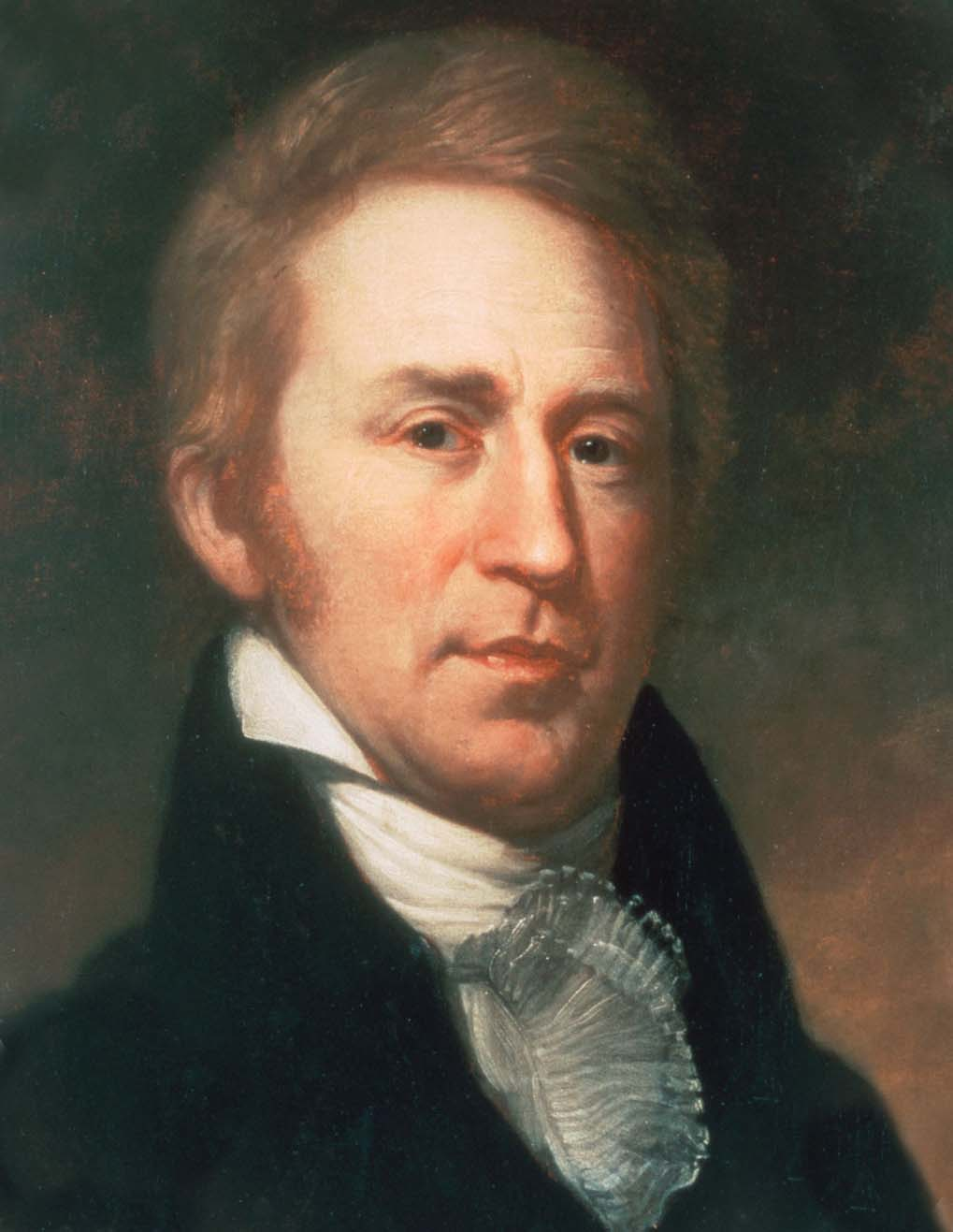
윌리엄 클라크

윌리엄 클라크(William Clark, 1770년 8월 1일 ~ 1838년 9월 1일)는 미국의 탐험가이자 예비역 미국 육군 중령 출신으로 루이지애나 매입 직후 1803년에서 1806년 메리웨더 루이스와 함께 수행한 루이스 클라크 탐험으로 유명하다. 1813년 7월 1일부터 1820년 9월 18일까지 제4대 미주리 준주 주지사 임무를 수행했다.
버지니아 식민지(현: 캐럴라인군 레이디스미스)에서 태어났다.

## 같이 보기
- 루이스 클라크 탐험